# Bronhitis
Bronhitis je inflamacija bronhija (velikih i srednjih disajnih puteva) u plućima koja uzrokuje kašalj. Simptomi uključuju iskašljavanje sputuma, krkljanje, otežano disanje i bol u grudima. Bronhitis može biti akutan ili hroničan.
Akutni bronhitis je obično praćen kašljem koji traje oko tri nedelje, a poznat je i kao prehlada grudi. U više od 90% slučajeva uzrok je virusna infekcija. Ovi virusi se mogu širiti vazduhom kada ljudi kašlju ili direktnim kontaktom. Mali broj slučajeva je uzrokovan bakterijskom infekcijom kao što je Mycoplasma pneumoniae ili Bordetella pertussis. Faktori rizika uključuju izloženost duvanskom dimu, prašini i drugom zagađenju vazduha. Tretman akutnog bronhitisa tipično obuhvata odmor, paracetamol (acetaminofen) i nesteroidne antiinflamatorne lekove (NSAID) za pomoć kod groznice.
Hronični_bronhitis se definiše kao produktivni kašalj - onaj koji proizvodi ispljuvak - koji traje tri meseca ili duže godišnje najmanje dve godine. Većina ljudi sa hroničnim bronhitisom ima hroničnu opstruktivnu plućnu bolest (COPD). Pušenje duvana je najčešći uzrok, dok drugi faktori kao što su zagađenje vazduha i genetika igraju manju ulogu. Tretmani uključuju prestanak pušenja, vakcinacije, rehabilitaciju i često udisanje bronhodilatatora i steroida. Neki ljudi mogu imati koristi od dugotrajne terapije kiseonikom.
Akutni bronhitis je jedna od najčešćih bolesti. Oko 5% odraslih je pogođeno, a oko 6% dece ima najmanje jednu epizodu godišnje. Akutni bronhitis je najčešći tip bronhitisa. U Sjedinjenim Američkim Državama, u 2016. godini, 8,6 miliona ljudi je bilo dijagnozirano da boluje od hroničnog bronhitisa.

## Hronični bronhitis
Hronični bronhitis je bolest donjih disajnih puteva, koju definiše produktivan kašalj koji traje tri meseca ili više godišnje tokom najmanje dve godine. Kašalj se ponekad naziva kašalj pušača, jer je često posledica pušenja. Kada se hronični bronhitis javlja zajedno sa smanjenim protokom vazduha, to je poznato kao hronična opstruktivna bolest pluća (HOBP). Mnogi ljudi sa hroničnim bronhitisom imaju HOBP, međutim, većina ljudi sa HOBP takođe nema hronični bronhitis. Procene broja ljudi sa HOBP koji imaju hronični bronhitis su 7 do 40%. Procene broja ljudi koji puše i imaju hronični bronhitis koji takođe imaju HOBP su 60%.
Termin „hronični bronhitis“ je korišćen u prethodnim definicijama HOBP, ali više nije uključen u definiciju. Termin se još uvek klinički koristi. Dok su hronični bronhitis i emfizem često povezani sa HOBP, nije neophodno ni jedno ni drugo za postavljanje dijagnoze. Kineski konsenzus je komentarisao simptomatske tipove HOBP koji uključuju hronični bronhitis sa čestim egzacerbacijama.
Hronični bronhitis je obeležen hipersekrecijom sluzi i mucinima. Višak sluzi se proizvodi povećanim brojem peharastih ćelija i uvećanim submukoznim žlezdama kao odgovorom na dugotrajnu iritaciju. Sluzne žlezde u submukozi luče više od peharastih ćelija. Mucini zgušnjavaju sluz, a utvrđeno je da je njihova koncentracija visoka u slučajevima hroničnog bronhitisa, kao i da je u korelaciji sa težinom bolesti. Višak sluzi može da suzi disajne puteve, čime se ograničava protok vazduha i ubrzava opadanje plućne funkcije, i rezultira sa HOBP. Višak sluzi se manifestuje kao hronični produktivni kašalj i njegova težina i zapremina sputuma mogu da variraju u periodima akutnih egzacerbacija. Excess mucus shows itself as a chronic productive cough and its severity and volume of sputum can fluctuate in periods of acute exacerbations. Kod HOBP, oni sa hroničnim bronhitičnim fenotipom sa povezanim hroničnim viškom sluzi, doživljavaju lošiji kvalitet života od onih bez.
Povećani sekret se u početku uklanja kašljanjem. Kašalj je često gori ubrzo nakon buđenja, a proizvedeni sputum može imati žutu ili zelenu boju i može biti prošaran mrljama krvi. U ranim fazama, kašalj može održati uklanjanje sluzi. Međutim, uz kontinuirano prekomerno lučenje, uklanjanje sluzi je narušeno, a kada se disajni putevi začepe, kašalj postaje neefikasan. Efikasan mukocilijarni klirens zavisi od hidratacije disajnih puteva, lučenja cilijara i brzine lučenja mucina. Svaki od ovih faktora je oštećen kod hroničnog bronhitisa. Hronični bronhitis može dovesti do većeg broja egzacerbacija i bržeg opadanja plućne funkcije. ICD-11 spiskovi navode hronični bronhitis sa emfizemom (emfizematozni bronhitis) kao „određeni specifični HOBP”.

## Literatura
- Ferri, Fred (2019). Ferri's Clinical Advisor. Elsevier. ISBN 9780323530422.
- Weinberger, Steven (2019). Principles of Pulmonary Medicine. Elsevier. ISBN 9780323523714.